# Coalition sortons les radios-poubelles
La Coalition sortons les radios-poubelles est un groupe clandestin créé pour surveiller et dénoncer certains propos entendus à la radio privée dans la ville de Québec. Elle est active de 2012 à 2023.
Sa mission est de « surveiller et agir contre le racisme, l’homophobie, le sexisme et l’anti-journalisme à la radio-poubelle ».

## Historique
Le groupe apparait suite à deux événements. Le premier vient de Sylvain Bouchard du FM93, propriété de Cogeco, affirmant que les opposants à la grève étudiante de 2012 devraient s'inspirer des chemises brunes des années 1930. Le second vient de Carl Monette, de KYK FM, propriété de CHOI, affirmant que les itinérants devraient être forcés de travailler, castrés, après avoir été déplacés dans le nord.
La Coalition utilise différentes méthodes pour ses fins, dont les actions coups de poing, interpellation de commanditaires, plaintes au Conseil canadien des normes de la radiotélévision, au Conseil de presse du Québec ou au Conseil de la radiodiffusion et des télécommunications canadiennes, montage vidéo et la fabrication de mèmes. Le groupe est principalement actif sur internet via Twitter, Substack, Facebook, YouTube et un site web.
En 2019, Dominique Payette, professeure de journalisme de l'Université Laval, publie un livre en hommage à la coalition intitulé Les brutes et la punaise.
La page Facebook ferme en 2021 et le site web en 2023,,.